# Journal of Medicinal Chemistry
Journal of Medicinal Chemistry (abreviatura J. Med. Chem.) és una important revista científica dedicada a la farmacologia i toxicologia. És publicada des del 1959 per la Societat Química Americana. El seu factor d'impacte és molt alt, 5,447 el 2014, any en què fou citada 61 787 cops. Entre el 1959 i el 1962 es denominà Journal of Medicinal and Pharmaceutical Chemistry.
La Journal of Medicinal Chemistry publica articles que contribueixen a comprendre les relacions entre l'estructura molecular dels compostos químics amb la seva activitat biològica. Publica tant articles com revisions.